# Amor caecus
Amor caecus (с лат. — «Любовь слепа») — латинское крылатое выражение. Означает, что чувства часто мешают человеку трезво смотреть на предмет своей любви. В русском языке есть аналоги данной фразе: «Любовь зла, полюбишь и козла», «Человек в любви не хозяин», «Любовь закона не знает, годов не считает», «Любовь ни зги не видит».
Косвенно данную фразу можно увидеть в произведениях Гомера, Овидия и Лукреция, где недостатки восхвалялись под влиянием любви. У Горация:

Страстью любви ослеплённый не видит ничуть недостатков 

В милой подруге, ему и её безобразие даже 

Нравится: так любовался Бальбин и наростом у Агны!— пер. М. Дмитриева. Гораций // Сатиры. — СПб.: Биографический институт, 1993. — С. 3, 38-40.

Что ни день, то и меньше в красавице видно ущерба 

Где казался изъян — глядь, а его уже нет.[…] 

Хрупкой назвать не ленись коротышку, а полной — толстушку, 

И недостаток одень в смежную с ним красоту.— пер. М.Гаспарова. Овидий // Наука любви. — М.: Художественная литература, 1973. — С. II, 653—654, 661—662.
Образцом для подражания Овидию послужил отрывок из поэмы Лукреция:

Так большинство поступает людей в ослеплении страстью, 

Видя достоинства там, где их вовсе у женщины нету.
— пер. Ф.Петровского. Лукреций // О природе вещей. — М.: АН СССР, 1958. — С. 260.